# 戀愛成癮

乔瓦尼·巴格里昂（Giovanni Baglione）的《神圣的爱与亵渎的爱（1602-03）》。

恋爱成瘾是一种与病理性激情的相關行为，這涉及到坠入浪漫關係的感觉，同時对动物和人类相关行为的医学评论所得出的结论。然而当前的医学证据不支持相关行为的成瘾，在《精神疾病诊断和统计手册》中亦未提及过戀愛成瘾。

## 历史
在當代歷史中，戀愛成癮的概念最早可追溯至罗伯特·伯顿“爱的延伸就是疯狂”的格言 。一直持续至20世纪初期，弗洛伊德对狼人的研究突出了“他強迫自己有坠入爱河的責任，這是突發性導致強迫墜入愛河。」 後來，桑多拉多在1928年首次普及了“戀愛成癮”一词：“一个需要更多的爱，更多的慰藉，更多支持的人，就像受挫的人们需要填满什么一样。事實上，這是一种可怕而无法满足的内在空虚。”索倫·奧貝·克爾凱郭爾在《爱的作品》中也说过：“浪漫的爱使人自由，并在下一刻依赖；浪漫的爱会变得不快乐，会达到绝望的境地。” 
但是，直到1970年和1980年代这个概念才广受欢迎。斯坦顿·皮埃尔在1975年的著作《爱与瘾》開始普及，这项工作是“关于我们的社会如何定义和建立亲密关系的社会评论，所有这些社会方面的因素都已被消除，人们对恋爱成瘾的关注已朝着将其视为个体，可治疗的心理病理学的方向发展。」 1976年，開始出現了一個节目“性与爱成瘾者匿名”，這是建基于“ 匿名戒酒會”。他们于1986年发表了《基本文字，性爱和成瘾者匿名》，讨论了戀愛成瘾和性成瘾的特征以及如何从中恢复。 截至2012年底，「性與愛成癮者匿名」的成员已增长到16000名，來自43个国家和地区。1985年，罗宾·诺伍德的《太爱了的女人》談及了女性对爱情的依赖。2004年，针对戀爱成瘾者的研究員创建了一个程式：Love Addicts Anonymous。此后，1990年代和2000年代关于戀愛成癮得到了普及。

## 文化实例
- 在《爱之屋的间谍》中，Sabina看到她的“爱情焦虑症”类似于吸毒者、酗酒者和赌徒。 同样有著不可抗拒的冲动、紧张和强迫，然后克服到冲动之后变得沮丧。[9]结果，她后来被描述为“感觉像被奴役的戀愛成癮。」[10]
- 《无与伦比的吉夫斯》中有一位名叫Bingo的角色，這名角色不斷結識一位新女性，并且他認為每一位女性都比以前见过的女性都要出色，但每段關係都失败，然後又再結識，一直持续下去。 [11]
- 希波的圣奥古斯丁 -“那时我来到迦太基，一个邪恶的大锅在我的耳朵里唱歌”[12]“从根本上讲，可以被称为戀愛成癮者。這一切都令人不安，倾向于“将自己全投入到关系中，并在感情上变得忘我”。[13]
- 《草丛中的辉煌》都讲述了恋爱成瘾。娜塔莉·伍德在男友离开她时进入了一个精神病院。“尽管曾经如此耀眼，现在就永远消失在我眼前。尽管没有什么能使草木灿烂的时光，花中荣耀的时光恢复原状。我们不会感到悲伤，而是会在剩下的力量中找到力量；曾经必须是原始的同情；在那春天舒缓的思绪中，摆脱人类的痛苦。透过死亡的信念，带来了哲学思想的年代。” –威廉·华兹华斯